# Aéroports du Cameroun
Aéroports du Cameroun (ADC) est une entreprise camerounaise qui aménage et exploite des plates-formes aéroportuaires, dont les sept principales, de catégorie A et B au Cameroun.
C'est le premier groupe aéroportuaire en Afrique centrale.

## Services aéroportuaires
Les services aéroportuaires incluent l'exploitation des aéroports et notamment des terminaux aéroportuaires, les activités des consignataires aériens, les services d'entretien-maintenance des avions (hors réparation) et le contrôle de l'espace aérien au voisinage des aéroports.

### Aéroports
ADC est le détenteur et gestionnaire de sept aérodromes d'aviation générale :
- Aéroport international de Yaoundé-Nsimalen
- Aéroport international de Douala
- Aéroport international de Maroua Salak
- Aéroport international de Garoua
- Aéroport de Ngaoundéré
- Aéroport de Bertoua
- Aéroport de Bamenda

## Données financières
Les sources de revenus sont principalement issues de la rémunération de ses services aéroportuaires. Elles comprennent les redevances aéronautiques (atterrissage, stationnement, carburant, balisage lumineux, passagers), les redevances spécialisées (tri des bagages), les taxes payées par les compagnies aériennes et les passagers, les loyers des boutiques, des terrains et les recettes des parcs de stationnement.

### Actionnariat
En 2016, Aéroports du Cameroun reste la propriété exclusive de l'état du Cameroun. L'entreprise n'est pas cotée en bourse au Cameroun.
Répartition de l'actionnariat d'Aéroports du Cameroun au 07 juillet 2016:
| Actionnaires                  | % du capital et des droits de vote | Nombre d'actions |
| ----------------------------- | ---------------------------------- | ---------------- |
| État camerounais              | 91                                 | -                |
| investisseurs Institutionnels | 9%                                 | -                |
| Actionnaires individuels      | 0                                  | -                |
| Salariés                      | 0                                  | -                |